# 그레나디어 작전

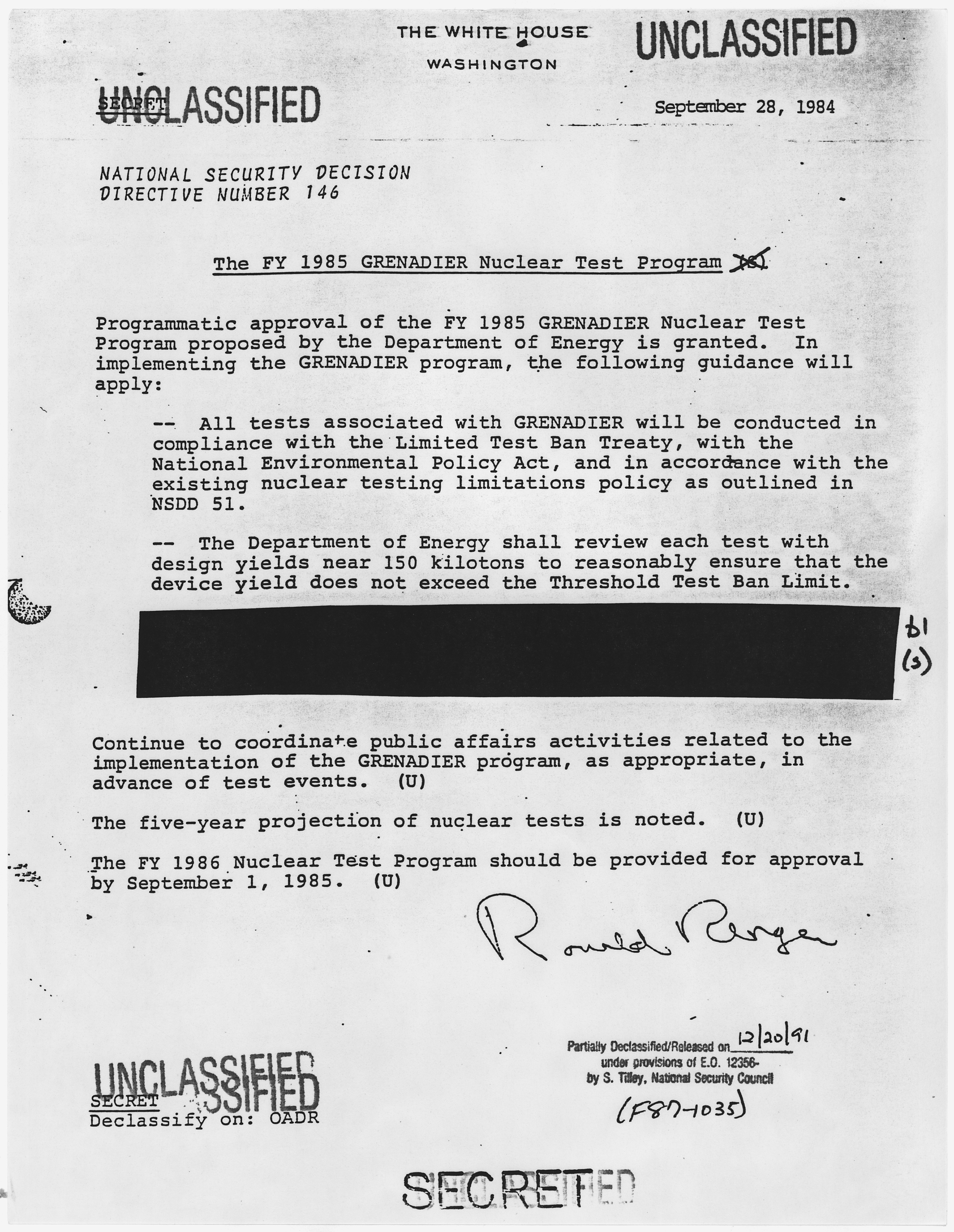
로널드 레이건이 서명한 1985년 그레나디어 핵 실험 프로그램

그레나디어 작전(영어: Operation Grenadier)은 1984년에서 1985년까지 네바다 핵 실험장에서 미국이 수행한 16회의 핵실험 시리즈이다. 이 실험은 퓨질리어 작전 시리즈에 이어졌고, 채리어티어 작전 시리즈에 선행한다.
| 이름       | 일시 (UT)                    | 현지 시간대  | 위치                                                                                 | 표고 + 높이                                | 전달 방식 목적            | 장치 | 위력       | 방사능 낙진                            | 참고                                | 비고                                                            |
| ---------- | ---------------------------- | ------------ | ------------------------------------------------------------------------------------ | ------------------------------------------ | ------------------------- | ---- | ---------- | -------------------------------------- | ----------------------------------- | --------------------------------------------------------------- |
| Vermejo    | 1984년 10월 2일 18:14:00.103 | PST (–8 hrs) | NTS Area U4r 북위 37° 05′ 07″ 서경 116° 03′ 13″ / 북위 37.08516° 서경 116.0537°      | 1,229 m (4,032 ft) – 350.22 m (1,149.0 ft) | 지하 수직 갱도, 무기 개발 |      | 2.5 kt     |                                        | [ 1 ] [ 3 ] [ 4 ]                   |                                                                 |
| Villita    | 1984년 11월 10일 16:40:00.09 | PST (–8 hrs) | NTS Area U3ld 북위 37° 00′ 00″ 서경 116° 01′ 05″ / 북위 37.00003° 서경 116.01816°    | 1,177 m (3,862 ft) – 372.2 m (1,221 ft)    | 지하 수직 갱도, 무기 개발 |      | 5 kt       |                                        | [ 1 ] [ 3 ] [ 4 ] [ 5 ] [ 6 ]       |                                                                 |
| Tierra     | 1984년 12월 15일 14:45:00.0  | PST (–8 hrs) | NTS Area U19ac 북위 37° 16′ 53″ 서경 116° 18′ 23″ / 북위 37.28131° 서경 116.30629°   | 2,118 m (6,949 ft) – 640 m (2,100 ft)      | 지하 수직 갱도, 무기 개발 | B83  | 80 kt      | 환기 감지됨, 600 Ci (22,000 GBq)       | [ 1 ] [ 3 ] [ 4 ] [ 7 ] [ 8 ]       | B83 성능 시험                                                   |
| Minero     | 1984년 12월 20일 16:20:00.11 | PST (–8 hrs) | NTS Area U3lt 북위 37° 00′ 43″ 서경 116° 02′ 44″ / 북위 37.01192° 서경 116.04565°    | 1,187 m (3,894 ft) – 244.8 m (803 ft)      | 지하 수직 갱도, 무기 개발 |      | 2.5 kt     |                                        | [ 1 ] [ 3 ] [ 4 ]                   |                                                                 |
| Vaughn     | 1985년 3월 15일 16:31:00.1   | PST (–8 hrs) | NTS Area U3lr 북위 37° 03′ 29″ 서경 116° 02′ 46″ / 북위 37.0581° 서경 116.0461°      | 1,211 m (3,973 ft) – 425.5 m (1,396 ft)    | 지하 수직 갱도, 무기 개발 |      | 20 kt      | 환기 감지됨, 100 Ci (3,700 GBq)        | [ 1 ] [ 3 ] [ 4 ] [ 5 ] [ 7 ] [ 8 ] |                                                                 |
| Cottage    | 1985년 3월 23일 18:30:00.082 | PST (–8 hrs) | NTS Area U8j 북위 37° 10′ 48″ 서경 116° 05′ 23″ / 북위 37.17993° 서경 116.08983°     | 1,362 m (4,469 ft) – 515 m (1,690 ft)      | 지하 수직 갱도, 무기 개발 |      | 60 kt      |                                        | [ 1 ] [ 3 ] [ 4 ]                   |                                                                 |
| Hermosa    | 1985년 4월 2일 20:00:00.09   | PST (–8 hrs) | NTS Area U7bs 북위 37° 05′ 41″ 서경 116° 01′ 58″ / 북위 37.09476° 서경 116.03289°    | 1,251 m (4,104 ft) – 638.25 m (2,094.0 ft) | 지하 수직 갱도, 무기 개발 |      | 150 kt     |                                        | [ 1 ] [ 3 ] [ 4 ] [ 5 ] [ 6 ]       | 소련은 이 실험이 부분적 핵실험 금지 조약을 위반했다고 주장했다. |
| Misty Rain | 1985년 4월 6일 23:15:00.09   | PST (–8 hrs) | NTS Area U12n.17 북위 37° 12′ 03″ 서경 116° 12′ 29″ / 북위 37.20078° 서경 116.20805° | 2,212 m (7,257 ft) – 388.6 m (1,275 ft)    | 터널, 무기 효과           |      | 15 kt      | 현장 외 환기 감지됨, 63 Ci (2,300 GBq) | [ 1 ] [ 3 ] [ 4 ] [ 7 ] [ 8 ]       |                                                                 |
| Towanda    | 1985년 5월 2일 15:20:00.083  | PST (–8 hrs) | NTS Area U19ab 북위 37° 15′ 12″ 서경 116° 19′ 34″ / 북위 37.25335° 서경 116.32609°   | 2,085 m (6,841 ft) – 660.2 m (2,166 ft)    | 지하 수직 갱도, 무기 개발 |      | 150 kt     |                                        | [ 1 ] [ 3 ] [ 4 ]                   |                                                                 |
| Salut      | 1985년 6월 12일 15:15:00.082 | PST (–8 hrs) | NTS Area U20ak 북위 37° 14′ 52″ 서경 116° 29′ 24″ / 북위 37.2478° 서경 116.48995°    | 1,873 m (6,145 ft) – 608.08 m (1,995.0 ft) | 지하 수직 갱도, 무기 개발 |      | 100 kt     | 환기 감지됨, 4 Ci (150 GBq)            | [ 1 ] [ 3 ] [ 4 ] [ 7 ] [ 8 ]       |                                                                 |
| Ville      | 1985년 6월 12일 17:30:00.088 | PST (–8 hrs) | NTS Area U4am 북위 37° 05′ 18″ 서경 116° 05′ 06″ / 북위 37.08832° 서경 116.0849°     | 1,250 m (4,100 ft) – 293.2 m (962 ft)      | 지하 수직 갱도, 무기 개발 |      | 8 kt       | 환기 감지됨, 0.1 Ci (3.7 GBq)          | [ 1 ] [ 3 ] [ 4 ] [ 7 ] [ 8 ]       |                                                                 |
| Maribo     | 1985년 6월 26일 18:03:00.08  | PST (–8 hrs) | NTS Area U2cs 북위 37° 07′ 25″ 서경 116° 07′ 19″ / 북위 37.12372° 서경 116.12201°    | 1,352 m (4,436 ft) – 381 m (1,250 ft)      | 지하 수직 갱도, 무기 개발 |      | 3.5 kt     | 환기 감지됨, 4 Ci (150 GBq)            | [ 1 ] [ 3 ] [ 4 ] [ 7 ] [ 8 ]       |                                                                 |
| Serena     | 1985년 7월 25일 14:00:00.088 | PST (–8 hrs) | NTS Area U20an 북위 37° 17′ 50″ 서경 116° 26′ 20″ / 북위 37.2972° 서경 116.43896°    | 1,942 m (6,371 ft) – 597 m (1,959 ft)      | 지하 수직 갱도, 무기 개발 |      | 45 kt      | 환기 감지됨, 3 Ci (110 GBq)            | [ 1 ] [ 3 ] [ 4 ] [ 7 ] [ 8 ]       |                                                                 |
| Cebrero    | 1985년 8월 14일 13:00:00.082 | PST (–8 hrs) | NTS Area U9cw 북위 37° 06′ 40″ 서경 116° 00′ 55″ / 북위 37.11103° 서경 116.01525°    | 1,316 m (4,318 ft) – 183 m (600 ft)        | 지하 수직 갱도, 무기 개발 |      | 20 kt 미만 | 환기 감지됨                            | [ 1 ] [ 3 ] [ 4 ] [ 8 ]             |                                                                 |
| Chamita    | 1985년 8월 17일 16:25:00.09  | PST (–8 hrs) | NTS Area U3lz 북위 37° 00′ 08″ 서경 116° 02′ 38″ / 북위 37.00227° 서경 116.04402°    | 1,181 m (3,875 ft) – 331.62 m (1,088.0 ft) | 지하 수직 갱도, 무기 개발 |      | 8 kt       |                                        | [ 1 ] [ 3 ] [ 4 ]                   |                                                                 |
| Ponil      | 1985년 9월 27일 14:15:00.08  | PST (–8 hrs) | NTS Area U7bv 북위 37° 05′ 23″ 서경 116° 00′ 10″ / 북위 37.08976° 서경 116.00264°    | 1,284 m (4,213 ft) – 364.8 m (1,197 ft)    | 지하 수직 갱도, 무기 개발 |      | 10 kt      |                                        | [ 1 ] [ 3 ] [ 4 ]                   |                                                                 |

1. ↑  미국, 프랑스, 영국은 시험 이벤트에 코드명을 붙인 반면, 소련과 중국은 코드명을 붙이지 않아 시험 번호만 가지고 있었다 (일부 예외 - 소련의 평화적 폭발은 이름이 붙여졌다). 이름이 고유 명사가 아닌 한 괄호 안의 영어 번역. 숫자 뒤의 대시는 일제 사격 이벤트의 구성원을 나타낸다. 미국은 때때로 그러한 일제 사격 시험에서 개별 폭발에 이름을 붙여 "이름1 – 1(이름2와 함께)"이 된다. 시험이 취소되거나 중단된 경우, 날짜 및 위치와 같은 행 데이터는 알려진 경우 의도된 계획을 공개한다.
2. ↑  UT 시간을 표준 현지 시간으로 변환하려면 괄호 안의 시간을 UT 시간에 더한다. 현지 일광 절약 시간의 경우 1시간을 추가한다. 결과가 00:00 이전이면 24시간을 더하고 날짜에서 1을 뺀다. 24:00 이후이면 24시간을 빼고 날짜에 1을 더한다. 역사적 시간대 데이터는 IANA 시간대 데이터베이스에서 얻었다.
3. ↑  대략적인 지명 및 위도/경도 참조; 로켓 운반 시험의 경우, 알려진 경우 폭발 위치 전에 발사 위치가 지정된다. 일부 위치는 매우 정확하다. 다른 위치(예: 공중 투하 및 우주 폭발)는 상당히 부정확할 수 있다. "~"는 해당 지역의 다른 시험과 공유되는 예상되는 형식상의 대략적인 위치를 나타낸다.
4. ↑  표고는 해수면을 기준으로 폭발 지점 바로 아래의 지면 높이이며, 높이는 탑, 풍선, 수직 갱도, 터널, 공중 투하 또는 기타 장치에 의해 추가되거나 빼진 추가 거리이다. 로켓 폭발의 경우 지면 높이는 "N/A"이다. 어떤 경우에는 높이가 절대적인지 지면에 대한 상대적인지 불분명하다 (예: Plumbbob/John). 숫자나 단위가 없으면 값이 알 수 없음을 나타내고, "0"은 0을 의미한다. 이 열의 정렬은 표고와 높이를 합한 값으로 한다.
5. ↑  대기, 공중 투하, 풍선, 총, 순항 미사일, 로켓, 지표면, 탑, 바지선은 모두 부분적 핵실험 금지 조약에 의해 금지된다. 밀폐된 수직 갱도와 터널은 지하에 있으며, PTBT 하에서 유용하게 사용되었다. 의도적인 분화구 생성 시험은 경계선에 있으며, 조약 하에서 발생했지만 때때로 항의를 받았고, 시험이 평화적 용도로 선언된 경우 일반적으로 간과되었다.
6. ↑  무기 개발, 무기 효과, 안전 시험, 운송 안전 시험, 전쟁, 과학, 공동 검증 및 산업/평화적 용도를 포함하며, 이는 더 세분화될 수 있다.
7. ↑  알려진 시험 품목의 지정, "?"는 이전 값에 대한 불확실성을 나타내고, 특정 장치의 별명은 따옴표 안에 있다. 이 정보 범주는 공식적으로 공개되지 않는 경우가 많다.
8. ↑  톤, 킬로톤, 메가톤 단위의 추정 에너지 위력. 1톤의 TNT 환산은 4.184 기가줄(1 기가칼로리)로 정의된다.
9. ↑  알려진 경우, 즉각적인 중성자를 제외한 대기 중 방사능 배출. 언급된 경우 측정된 종은 요오드-131만 해당되며, 그렇지 않은 경우 모든 종에 해당된다. 항목이 없으면 알 수 없음을 의미하며, 지하의 경우 아마도 없었을 것이고, 그렇지 않은 경우 "모두"이다. 그렇지 않은 경우 알려진 경우 현장 또는 현장 외에서 측정되었는지 여부와 방출된 방사능량에 대한 표기.